# Melso
Melso es una aldea del municipio de Setomaa, en el condado de Võru, Estonia, con una población censada a principios del año 2019 de 5 habitantes. 
Se encuentra ubicada al este del condado, cerca de la orilla sudoccidental del  lago Peipus y de la frontera con Rusia.